# Eotvos (enota)
Eotvos [êtveš] (včasih tudi eötvös, oznaka E) je zastarela enota za gradient težnega pospeška v vodoravni smeri v sistemu enot CGS. 
Imenuje se po madžarskem fiziku Lorándu Eötvösu (1848–1919), ki je bil začetnik raziskav težnosti.

## Definicija
Oetvos je določen kot gradient (sprememba) težnega pospeška, ki je enaka 10-9 Gal/cm.
V sistemu SI je 1E enak 10-9 s-2.